# Dmitri Schischkin

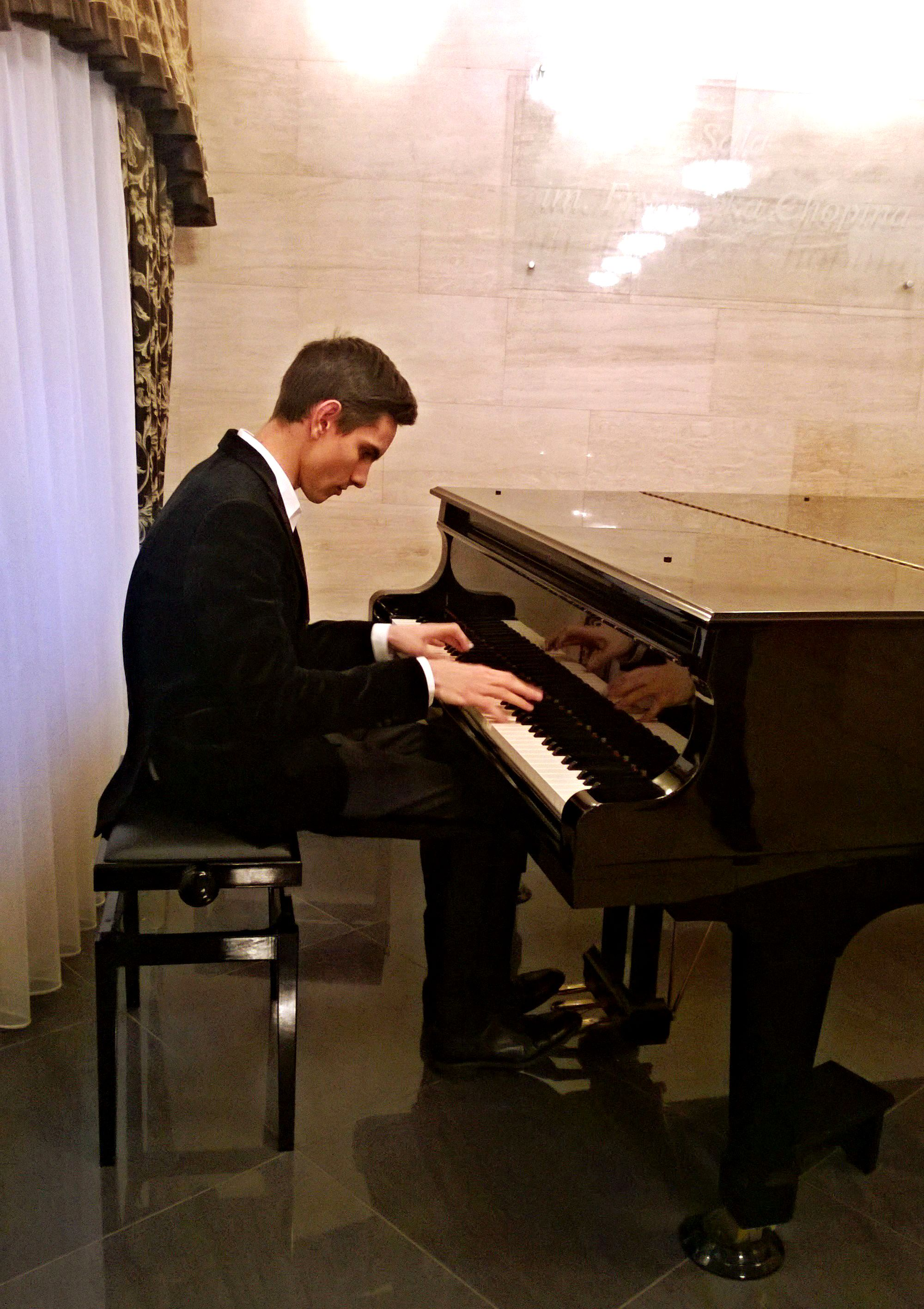
Dmitri Schischkin

Dmitri Igorewitsch Schischkin (russisch: Дмитрий Игоревич Шишкин, engl./frz. Transkription: Dmitry Shishkin; * 12. Februar 1992 in Tscheljabinsk) ist ein russischer klassischer Pianist und Komponist. Bekannt wurde er vor allem durch den Gewinn des 2. Preises beim 16. Internationalen P. I. Tschaikowski-Wettbewerb 2019.

## Biographie
Seine erste Klavierlehrerin war seine Mutter Irina Schischkina, eine Lehrerin und Pianistin. Im Alter von zwei Jahren konnte er bereits kurze Werke spielen, gab mit drei Jahren sein erstes Konzert und trat drei Jahre später mit einem Orchester auf. Ab seinem vierten Lebensjahr besuchte er die Pjotr-Tschaikowski-Schule in seiner Heimatstadt. Nach fünf Jahren trat er in das Gnessin-Institut in Moskau ein, wo er bei Michail Chochlov studierte. Ab 2010 studierte er am Moskauer Tschaikowski-Konservatorium bei Elisso Wirsaladse. Im selben Jahr spielte er Tschaikowskis Klavierkonzert Nr. 1 vor Publikum und den staatlichen Behörden auf dem Roten Platz in Moskau mit den „Gnessin-Virtuosen“ unter der Leitung von Michail Chochlov. Er studierte auch bei Epifanio Comis am Conservatorio Bellini und an der Rachmaninov Academy, beide in Catania, sowie bei Arie Vardi an der Musikhochschule Hannover.
Er hat in Russland u. a. mit dem Ensemble des Mariinski-Theaters unter Valery Gergiev, dem Moskauer Staatlichen Akademischen Sinfonieorchester unter Jewgeni Swetlanow, dem Russischen Nationalorchester unter Michail Pletnjow und dem Tschaikowski-Sinfonieorchester unter Wladimir Fedossejew gespielt, auf internationaler Ebene u. a. mit dem Belgian National Orchestra unter Marin Alsop, dem Sinfonieorchester der Nationalphilharmonie Warschau, der Staatskapelle Weimar, dem Orchestre de la Suisse Romande und dem Tokyo Symphony Orchestra.
Er nimmt regelmäßig an Festivals wie dem Dubrovnik Sommer-Festival, dem Bergen Music Festival, dem International Piano Festival Chopin and his Europe in Nałęczów und Kazimierz Dolny sowie dem Festival Pianistico Internazionale di Brescia e Bergamo teil. Er hat außerdem in Bulgarien, dem ehemaligen Jugoslawien, in Spanien, Großbritannien, Österreich, China, Polen und Südkorea gespielt.
Dmitri Schischkin komponiert auch. Er lebt zurzeit (Anfang 2021) in der Schweiz.

## Auszeichnungen
- 2013: 3. Preis am 59. Internationalen Klavierwettbewerb Ferruccio Busoni in Bozen
- 2014: 2. Preis am Internationalen Klavierwettbewerb in Rio de Janeiro
- 2015: 6. Preis am 17. Internationalen Chopin-Wettbewerb in Warschau[2]
- 2016: Finalist beim Concours Reine Elisabeth in Brüssel
- 2017: 1. Preis bei der Top of the World International Piano Competition in Tromsø, Norwegen[3]
- 2018: 1. Preis (ex aequo) am 73. Concours de Genève (mit dem Orchestre de la Suisse Romande)[4]
- 2019: 2. Preis am 16. Internationalen P. I. Tschaikowski-Wettbewerb in Moskau[1]

Dmitri Schischkin hat, schon in jungen Jahren, viele weitere Preise und Stipendien gewonnen, unter anderem bei Wettbewerben in Russland, China, Deutschland, Bulgarien und Polen.

## Diskographie
- Nikolai Medtner: Klaviersonate f-Moll op. 38 Nr. 6 (Canzona Serenata); Vergessene Weisen op. 40, Danza sinfonica op. 40 Nr. 2; Alexander Skrjabin: Klaviersonate Nr. 2 gis-Moll op. 19 (Sonate-Fantaisie); Sergei Rachmaninow: Klaviersonate Nr. 2 b-Moll op. 36; Pjotr Pjotr Tschaikowski: Zwei Stücke op. 1 Nr. 1 (Scherzo à la Russe); Montres Breguet/Concours de Genève (Hrsg.), La Dolce Volta LDV223D, 2020[5]
- Ignacy Jan Paderewski: Polnische Fantasie für Klavier und Orchester gis-Moll op. 19; Russisches Nationalorchester unter Michail Pletnjow. Außerdem auf dieser CD: Richard Wagner: Ouvertüre C-Dur Polonia; Edward Elgar: Sinfonisches Prelude op. 76 Polonia; Royal Philharmonic Orchestra unter Grzegorz Nowak. Polonia, International Piano Festival Chopin and his Europe (Hrsg.), Nationales Frédéric-Chopin-Institut (Narodowy Institut Fryderyka Chopina), 2019
- Frédéric Chopin: Drei Etüden op. 10 Nr. 1–3, Rondo c-Moll op. 1, Nocturne E-Dur op. 9 Nr. 2, Fantaisie-Impromptu c-Moll op. 66, Polonaise A-Dur op. 53, Scherzo Nr. 2 b-Moll op. 31, Klaviersonate Nr. 2 b-Moll op. 35; Internationaler Chopin-Wettbewerb 2015 (Hrsg.), Nationales Frédéric-Chopin-Institut (Narodowy Institut Fryderyka Chopina), Juli 2015